# Digicult

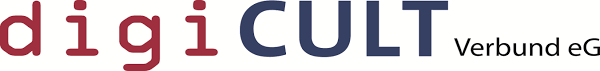
Logo von Digicult

digiCULT (auch „DigiCult-Verbund“) ist ein Verbund von Museen und weiteren Kultureinrichtungen zur digitalen Erfassung und Publikation von Beständen des kulturellen Erbes. Partner sind die Museen der Bundesländer Schleswig-Holstein und Hamburg (Museen Nord), des Saarlandes, Thüringens, Hessens und des Landschaftsverbands Rheinland. Damit eröffnen sich neue Möglichkeiten der Dokumentation, Präsentation und Bewerbung der Kulturlandschaften der beteiligten Länder.

## Geschichte
In Kooperation mit über 200 Museen und Sammlungen, darunter auch Universitätssammlungen aus Greifswald, Hamburg, Jena und Kiel, werden Strukturen entwickelt und erprobt, mit deren Hilfe die Kulturschätze der beteiligten Museen digitalisiert, dokumentiert und auf der Basis neuer Technologien einem breiten Nutzerkreis aus Wissenschaft, Bildung und Öffentlichkeit verfügbar gemacht werden. Die digitalisierten Sammlungsobjekte werden im Portal der schleswig-holsteinischen und hamburgischen Museen (Museen Nord), im digiCULT-Portal Saarland (Museen Saar) und im Museumsportal Thüringen (Museen Thüringen) präsentiert. Darüber hinaus werden die erfassten Objektdaten in nationale (z. B. Deutsche Digitale Bibliothek, BAM-Portal) und internationale (z. B. Europeana) Kulturdatenbanken eingebunden.
Um die Ziele einer verbesserten Vernetzung von Kultureinrichtungen zu erreichen, werden Werkzeuge und Vokabulare zum Wissensmanagement und Datenaustausch weiterentwickelt. Dazu beteiligt sich der Verbund aktiv an Projekten und Arbeiten von Fachorganisationen wie der Fachgruppe Dokumentation des Deutschen Museumsbundes und ist Mitglied im „Kompetenznetzwerk DDB“ zum Aufbau der Deutschen Digitalen Bibliothek.
digiCULT Museen SH startete im Juni 2003 als ein dreijähriges, durch Mittel aus dem Europäischen Fonds für regionale Entwicklung (EFRE) finanziertes Projekt zur digitalen Erfassung und Publikation ausgesuchter Museumsbestände des Landes und wurde vom 1. November 2007 bis zum 31. Oktober 2010 in einer weiteren Förderungsphase durch Landesmittel aus dem Zukunftsprogramm Schleswig-Holstein finanziert. Offizieller Träger war das Forschungs- und Entwicklungs-Zentrum der FH Kiel GmbH. Nach der ursprünglichen Zentrale am Museumsberg in Flensburg war das Projekt bis 2010 auf dem Campus der Christian-Albrechts-Universität zu Kiel angesiedelt und wurde von dieser unterstützt. Nach der Gründung einer eingetragenen Genossenschaft im Juli 2010 nahm die digiCULT-Verbund eG als rechtssichere und eigenwirtschaftliche Einrichtung den Geschäftsbetrieb auf.

## Technik
Die von digiCULT angebotene Software wurde aus Open-Source-Komponenten entwickelt und hat vier Hauptmodule, die durch Webdienste miteinander vernetzt sind. Die digiCULT-Software ermöglicht die Datenerfassung und Datenverwaltung unter Verwendung von kontrolliertem Vokabular nach aktuellen, wissenschaftlich anerkannten Dokumentations-Standards, die den DFG-Praxisregeln „Digitalisierung“ entsprechen und den FAIR-Prinzipien verpflichtet sind.
Sie bindet außerdem die Bereiche Publikation und Recherche über das Web (Inter- oder Intranet-Recherche) mit ein. Das digiCULT-Konzept gewährleistet auf Grund seiner stringenten Datenmodellierung nach CIDOC-CRM einen Datenexport der erfassten Metadaten zu den Sammlungsobjekten im LIDO-Format und somit eine Online-Publikation auf der eigenen Homepage, in regionalen Museumsportalen sowie in übergeordneten Fach- und Kulturportalen wie der Deutschen Digitalen Bibliothek und der Europeana. Durch das Mapping auf Normdaten besteht die Option einer Vernetzung über Linked Data.